# Charles Billich
Charles Billich (Lovran, 6. rujna 1934.) - hrvatski slikar
Rodio se u Lovranu kao Karlo Bilić. Zbog neslaganja s komunističkim vlastima, par godina proveo je u zatvoru. Pušten je uz pomoć Crvenog križa, nakon čega je emigrirao brodom u Australiju. Tamo živi od 1956. godine. Završio je studij umjetnosti u Melbourneu. Radio je razne poslove, dok nije postao poznati slikar. Motivi njegovih slika su vrlo raznoliki poput portreta, prikaza sportskih događanja, baleta, arhitekture, kazališta, religijskih motiva itd. 
Bio je službeni umjetnik velikog broja sportskih i kulturnih događanja poput utrke formule 1 u Melbourneu 1996. godine, kandidature Pekinga za Olimpijske igre i službeni umjetnik Olimpijskih igri u Pekingu 2008. godine itd. Bio je službeni umjetnik olimpijskih ekipa SAD-a i Australije, na Olimpijskim igrama u Atlanti 1996. godine, u Sydneyu 2000. godine, u Ateni 2004. godine i Pekingu 2008. godine. Sudjelovao je u obilježavanju 100. godina Nobelove nagrade 2001. godine. 
Imao je izložbe slika u sjedištu Ujedinjenih naroda u New Yorku 2004. i 2006. godine, u Pekingu u sklopu Olimpijskih igara 2008. godine i u mnogim drugim gradovima širom svijeta poput Tokija, Rima, Hong Konga, Londona, Moskve, Melbournea, Sydneya itd. U Hrvatskoj je imao izložbe u Zagrebu 1994. godine i u Lovranu 1998. godine. Njegove slike nalaze se u muzejima i galerijama širom svijeta npr. u Vatikanu, u Olimpijskom muzeju u Lausanneu, u Muzeju Crvenog križa u Ženevi, u zgradi Ujedinjenih naroda u Ženevi, u zgradi japanskog parlamenta, u hramu Shaolin u Kini itd. Nalaze se i u Gradskom poglavarstvu Rijeke, u hrvatskom veleposlanstvu u Canberri i u australskom veleposlanstvu u Zagrebu. 
Naslikao je i ciklus slika posvećen hrvatskim znanstvenicima poput Ruđera Boškovića, Slavoljuba Penkale, Nikole Tesle, Fausta Vrančiča i dr. Slikao je i bl. Alojzija Stepinca, pape Ivana Pavla II. i Benedikta XVI. 
Portretirao je uživo hrvatskog glazbenika Marka Perkovića Thompsona tijekom njegovog koncerta u Kostreni.
Dobio je velik broj nagrada, uključujući titulu počasnog građanina Atlante, počasni doktorat Američke športske akademije, nagrade u Australiji, Italiji, Kini i drugdje. O njemu je napisan veći broj knjiga. U Kinu su objavljene poštanske marke s motivima njegovih slika. Bio je prijatelj pape Ivana Pavla II., a druži se s mnogim glumcima i političarima poput Billa Clintona i Nelsona Mandele.
Hrvatski likovni kritičar Josip Depolo napisao je monografiju o Charlesu Billichu.

## Vanjske poveznice
- Večernji list o Charlesu Billichu  Arhivirana inačica izvorne stranice od 27. lipnja 2008. (Wayback Machine)
- Službena australska web stranica
- Službena europska web stranica  Arhivirana inačica izvorne stranice od 20. studenoga 2018. (Wayback Machine)